# Dennis Sullivan
Pour les articles homonymes, voir Sullivan.
Dennis Parnell Sullivan, né le 12 février 1941 à Port Huron (Michigan), est un mathématicien américain.
Il est connu pour ses travaux en topologie, tant algébrique que géométrique, et en théorie des systèmes dynamiques. Après avoir été professeur au MIT, puis membre permanent de l'IHES de 1974 à 1997, il occupe la chaire Albert Einstein à l'université de la ville de New York et il est professeur à l'université de Stony Brook. Il a dirigé entre autres les thèses de Curtis Tracy McMullen et Hal Abelson.
Il a reçu le prix Abel en 2022 « pour ses contributions révolutionnaires à la topologie dans son sens le plus large, et en particulier ses aspects algébriques, géométriques et dynamiques ».

## Travaux en topologie
Dennis Sullivan a obtenu sa maîtrise en 1963 à l'université Rice et son doctorat en 1966 à l'université de Princeton. Sa thèse sur la triangulation des équivalences d'homotopie, dirigée par William Browder, constitue une contribution majeure aux méthodes de chirurgie topologique.
Sullivan est un des fondateurs de la méthode de chirurgie pour classifier les variétés de dimension supérieure, avec William Browder, Sergueï Novikov et C. T. C. Wall. En théorie de l'homotopie, Sullivan a découvert qu'on pouvait localiser directement les espaces, et pas seulement, comme jusqu'alors, les objets algébriques associés à ces espaces.
Il a créé, avec Daniel Quillen, la théorie de l'homotopie rationnelle (en).
La forme la plus élémentaire de la conjecture de Sullivan (en) a été démontrée par Haynes Miller : le classifiant BG d'un groupe fini G est à ce point différent d'un CW-complexe de dimension finie qu'il n'y a que « peu » de morphismes vers un tel espace X ; plus formellement, l'espace de tous les morphismes d'espace pointé de BG dans X, muni de la topologie compacte-ouverte, est faiblement contractile (c'est-à-dire a mêmes groupes d'homotopie qu'un point). Ce sujet a suscité énormément de recherches ultérieures.

## Travaux sur les systèmes dynamiques
En 1985, Dennis Sullivan démontre le théorème de non-existence de composante errante (en) pour l'ensemble de Fatou d'une application rationnelle de degré ≥ 2 sur la sphère de Riemann. L'invariant de Parry-Sullivan porte son nom et celui du mathématicien anglais Bill Parry.
En 1987, il démontre, avec Burton Rodin (en), une conjecture de Thurston sur l'approximation de l'uniformisation de Riemann par des empilements de cercles.

## Distinctions et récompenses
Dennis Sullivan a reçu le prix Oswald-Veblen en géométrie de l'AMS en 1971, le prix Élie-Cartan de l'Académie des sciences en 1981, le prix international du roi Fayçal (en) en 1994, la National Medal of Science en 2004, le prix Steele pour l'ensemble d'une carrière en 2006, le prix Wolf en 2010 pour « ses contributions à la topologie algébrique et à la dynamique holomorphe », le prix Balzan en 2014 et le prix Abel en 2022.